# RUT-avdrag
RUT-avdrag syftar på den reform som möjliggör skatteavdrag på hushållsnära tjänster i Sverige. Begreppet är en akronym för Rengöring, Underhåll och Tvätt. Skattereduktionen är på maximalt 50 % av arbetskostnaden, och får maximalt uppgå till ett visst belopp per person och år (läst 2018).

## Historik
RUT-avdraget presenterades i en motion i Sveriges riksdag den 5 oktober 2003 av Birgitta Carlsson (C) och Annika Qarlsson (C). I motionen yrkade de att införa både RUT- och ROT-avdrag. Förslaget lades fram av regeringen Reinfeldt och trädde i kraft den 1 juli 2007 efter omröstning i Sveriges riksdag.

## Syfte, kritik och granskning
RUT-avdraget var tänkt att omvandla svart arbetskraft till vit, leda till att en högre andel av befolkningen arbetar och att korttidsutbildade får arbete.
Generell kritik mot RUT-avdraget omfattar bland annat att skatteavdraget används till största del av höginkomsttagare, men även att bruttokostnaden för varje enskilt RUT-jobb är ca 1,5–2 miljoner kronor. Många av alla nya jobb inom RUT-branschen har gått till personer som arbetskraftsinvandrat till Sverige, vilket har lett till att bidraget kritiserats för bristande träffsäkerhet. Annan förekommande kritik mot RUT-avdraget är att det kan användas för tjänster i utlandet. RUT-avdraget kallades för pigavdraget men det visade sig att även ledande socialdemokrater använde det i stor omfattning.
Revisionens granskningsrapport 2020:2 visar att hushåll med höga inkomster köpte RUT-tjänster i högre grad än andra hushåll. Det gick dock inte att fastställa ett orsakssamband mellan köp av RUT-tjänster och ökade arbetsinkomster.
Personer födda i andra länder än Sverige som påbörjade en RUT-tjänst fick samtidigt en bättre ekonomisk situation och ställning på arbetsmarknaden. Granskningen tyder på att många var arbetskraftsinvandrare, även om det saknas statistik på den punkten. Enligt granskningen var sysselsättningen för födda i Sverige som fick ett RUT-arbete också högre än för kontrollgruppen. Däremot fanns det efter några år ingen skillnad i genomsnittlig arbetsinkomst eller genomsnittlig disponibel inkomst.
Träffsäkerheten för RUT-avdraget är enligt granskningen inte särskilt god, bland annat vad gäller korttidsutbildade.
Åren 2015–2017 fick företag utanför Sverige som utförde arbete i andra länder än Sverige i genomsnitt 1,2 miljoner kronor per år i RUT-belopp. Om underentreprenören är från ett annat land betalas löner i det landet och beskattas där, medan företag i Sverige som anlitar arbetskraft från andra länder betalar skatt i Sverige.
Enligt granskningsrapporten saknades underlag för att kunna fastställa om RUT-avdraget hade skapat tillväxt eller minskat svartarbete.
Regeringens bedömning att RUT-avdraget är självfinansierat på lång sikt hade enligt rapporten svagt empiriskt stöd.